# Jacobus Haefkens
Jacobus Haefkens ('s-Gravenhage, 27 januari 1789  – Barneveld, 1 juni 1858) was een Nederlandse diplomaat, burgemeester, schoolopziener, dijkgraaf en schrijver.

## Leven en werk
Haefkens werd in 1788 in Den Haag geboren als zoon van Johannes Haefkens en Jannetje Dolman. Haefkens was consul-generaal voor Nederland in Guatemala en in Athena. Hij werd in 1832 benoemd tot burgemeester van Leerdam. Deze functie bekleedde hij tot 1851. In 1836 werd hij tevens benoemd tot schoolopziener van het 4e schooldistrict in Zuid-Holland. In 1851 kreeg hij, op zijn verzoek, eervol ontslag verleend als burgemeester, schoolopziener en dijkgraaf. Hij werd bij besluit van 20 oktober 1851 benoemd tot consul-generaal in het toenmalige koninkrijk Griekenland. In het Algemeen Handelsblad d.d. 23 februari 1852 verscheen een uitgebreid verslag van zijn eerste kennismaking met Griekenland.
Hij schreef in 1823 De geest der eeuw, tegen Mr. I. da Costa verdedigd. Haefkens publiceerde in 1827-28 het twee stukken omvattende reisverslag Reize naar Guatemala, waarin hij ook verslag deed van de heenreis over Suriname en de Nederlandse Antillen. In 1832 verscheen van zijn hand Centraal-Amerika, uit een geschiedkundig, aardrijkskundig en statistiek oogpunt beschouwd.
Van zijn reisverslag naar Guatemala verscheen in 1969 een Spaanse vertaling onder de titel Viaje a Guatemala y Centroamerica.
Haefkens trouwde in 1808 in Amsterdam met Johanna Willemina Breunes. Hij overleed in 1858 in Barneveld op 70-jarige leeftijd.

## Varia
- In 1845 werd een grote wandkaart van het Koninkrijk der Nederlanden, het hertogdom Limburg en het Groothertogdom Luxemburg opgedragen aan Haefkens, als oud consul-generaal der Nederlanden in Centraal-Amerika, thans schoolopziener en burgemeester van Leerdam.[4]